# جزر بروتيروي
جزر بروتيروي (الاسم العلمي:Daucus broteroi) هو نوع من النباتات يتبع جنس الجزر من الفصيلة الخيمية.